# France (album de Pascal Obispo)
Pour les articles homonymes, voir France (homonymie).
Albums de Pascal Obispo
Obispo
(2018) Histoires 2 France
(2022)
Singles
1. Ma génération
Sortie : 19 janvier 2021
2. À qui dire qu'on est seul
Sortie : 29 octobre 2021

France est le onzième album studio du chanteur français Pascal Obispo sorti le 29 octobre 2021.

## Liste des pistes
| No  | Titre                       | Durée |
| --- | --------------------------- | ----- |
| 1.  | À qui dire qu'on est seul   | 4:12  |
| 2.  | De nous                     | 3:22  |
| 3.  | Il est celui que je voulais | 4:37  |
| 4.  | Un seul visage              | 3:43  |
| 5.  | Tu trouveras                | 3:54  |
| 6.  | Dites-lui que j'arrive      | 3:30  |
| 7.  | Je ne danserai pas          | 3:41  |
| 8.  | Chanter                     | 4:23  |
| 9.  | La Clé                      | 4:17  |
| 10. | Sa raison d'être            | 3:42  |
| 11. | L'Inacceptable              | 3:38  |
| 12. | Ma génération               | 3:59  |